# Maestà (Duccio)
Maestà, ou Maestà de Duccio, é um retábulo composto de muitas pinturas individuais encomendadas pela cidade de Siena em 1308 ao artista Duccio di Buoninsegna e é sua obra mais famosa.
Maestà [maeˈsta], é uma palavra italiana para "majestade", e designa uma classificação de imagens de Nossa Senhora entronizada com o Menino Jesus. A designação geralmente implica o acompanhamento de anjos, santos ou ambos. A Maestà é uma extensão do tema "Sede da Sabedoria" e "Theotokos" (Maria Mãe de Deus), que é uma contraparte ao ícone de Cristo em Majestade, o Cristo entronizado que é familiar nos mosaicos bizantinos.

## História
A Maestà de Duccio foi originalmente composta com uma frente e um verso que dependiam um do outro para abranger o conhecimento completo do retábulo. E é possível que este tenha sido o primeiro retábulo a conter uma frente e um verso.
Duccio di Buoninsegna pintou a obra com assistentes em um estúdio localizado na Via Stalloreggi, muito perto da Catedral de Siena. A pintura foi instalada na catedral em 9 de junho de 1311, após uma procissão da obra pela cidade. Um cronista que testemunhou esse escreveu:
E naquele dia em que ela (a Maestà) foi trazida para a catedral, todas as oficinas permaneceram fechadas, e o bispo ordenou que uma grande quantidade de sacerdotes e monges devotos passassem em procissão solene. Este foi acompanhado por todos os altos oficiais da Comuna e por todo o povo; todos os cidadãos honrados de Siena cercaram o dito painel com velas nas mãos, e mulheres e crianças seguiram humildemente atrás.